# La casa (película)
La casa es una película española de comedia dramática de 2024, dirigida por Álex Montoya, quien coescribió el guion junto a Joana M. Ortueta. Está basada en la novela gráfica homónima de Paco Roca y protagonizada por un reparto coral formado por David Verdaguer, Óscar de la Fuente, Luis Callejo, Olivia Molina, María Romanillos, Lorena López, Marta Belenguer, Jordi Aguilar, Miguel Rellán y Tosca Montoya. Se estrenó en el Festival de Málaga el 5 de marzo de 2024, y en cines españoles el 1 de mayo de 2024, con distribución de A Contracorriente Films.

## Trama
Antonio ha muerto y sus tres hijos, con sus respectivas familias, se reúnen unos días en la humilde segunda residencia que su padre levantó y cuidó, para adecentarla de cara a venderla. Pero los recuerdos, los secretos y las viejas disputas hacen su aparición y complican todo el proceso. La casa es una historia que se repite todos los años en el seno de miles de familias. Las paredes del hogar observan en silencio como sus antiguos habitantes se deshacen de su pasado entre emociones encontradas.

## Reparto
- David Verdaguer como José
- Luis Callejo como Antonio
- Óscar de la Fuente como Vicente
- Olivia Molina como Silvia
- María Romanillos como Ema
- Lorena López como Carla
- Marta Belenguer como Olga
- Jordi Aguilar como Cristóbal
- Tosca Montoya como Laia
- Miguel Rellán como Manolo

## Producción
El director Álex Montoya decidió rodar una película basada en la novela gráfica La casa de Paco Roca, después de que un amigo le regalase el libro, el cual le emocionó mucho. Según Montoya, el proceso de desarrollo de la película tardó siete años en completarse. Las primeras noticias sobre el desarrollo de una adaptación cinematográfica de La casa datan de 2018.
En noviembre de 2022, se anunció que el rodaje de la película había comenzado en la casa que inspiró el cómic original, con David Verdaguer, Óscar de la Fuente, Luis Callejo, Olivia Molina, María Romanillos, Lorena López, Marta Belenguer, Jordi Aguilar, Miguel Rellán y Tosca Montoya formando el reparto coral de protagonistas. El rodaje de la cinta concluyó en diciembre de 2022.
Aunque se desconoce el presupuesto total del largometraje, La casa recibió 637.500 euros provenientes de las ayudas del ICAA, otorgados en tres importes de 550.800, 56.418,75 y 30.281,25 euros, respectivamente.

## Lanzamiento y marketing
En febrero de 2024, se anunció que La casa tendría su estreno mundial en el Festival de Málaga el 5 de marzo de 2024. Después de su proyección en el festival, la distribuidora A Contracorriente Films programó su estreno en cines españoles para el 1 de mayo de 2024.

## Recepción

### Taquilla
En su primera semana, La casa se estrenó en 100 cines, coincidiendo principalmente con los estrenos de Garfield: La película, Immaculate, Ooh La La! y Misión hostil, entre otras cintas.

### Crítica
La casa fue aclamada por la crítica. Quim Casas de El Periódico le dio a la película cuatro estrellas de cinco, escribiendo que "a pesar de que respeta las características físicas de los personajes y de la casa en cuestión [de la novela gráfica original], su visión, aposentada también en una serie de cambios argumentales, se aparta un poco" y definió la cinta como "un drama casi quirúrgico, muy contenido pese a las tensiones y decisiones que los personajes deben asumir". Mario Hernández de mundoCine le dio a la película cinco estrellas de cinco, describiendo las interpretaciones del reparto como "sentidas [...] conectan entre sí para dejar una química llena de verdad y emotividad" y de la propia película dijo que "muestra con una mirada conciliadora las redecillas propias de las familias, que se ven exacerbadas por las emociones a flor de piel con las se viven este tipo de situaciones, y que denotan la profunda complejidad del ser humano", además de describir su tratamiento visual como "costumbrista [...] se concibe como un sentido homenaje retrospectivo de la vida familiar casera que marcó la infancia de muchos españoles", concluyendo que la película es "un claro ejemplo de que en el cine, no hay nada más importante y bonito que emocionar". Alfonso Rivera de Cineuropa dijo que con La casa, su director, Álex Montoya, "se ha confirmado como un cineasta capaz de unir la emoción con el aplauso del público, subiendo un peldaño hacia la comercialidad sin descuidar la calidad" y escribió que "aunque a priori el argumento de La casa no parezca el colmo de la originalidad, la empatía que despiertan personajes [...] y situaciones [...] empujan a la película hacia ese territorio íntimo que todos atesoramos".
Manuel J. Lombardo del Diario de Sevilla le dio a la película cuatro estrellas de cinco, escribiendo que "pulsa con suavidad y verdad autobiográfica todas esas teclas de la emoción reconocible en las experiencias familiares del duelo" y que Montoya "hace suya con tacto y sensibilidad la orfebrería gráfica de [Paco] Roca, sobre todo gracias a unos personajes que respiran autenticidad". Sofía López de FilaSiete también le dio cuatro estrellas de cinco, escribiendo que Montoya "se ha volcado y mimado todo hasta el detalle, para montar una película pequeña pero muy grande", diciendo de los personajes que "rezuman autenticidad, reconocen limitaciones y egoísmos, y se ponen en el pellejo de los otros" y añadiendo que la historia "un contenedor de experiencias y emociones para gente de los años 80-90", además de decir que los actores "están a la altura, aunque destaca David Verdaguer" y destacar la fotografía "cuidada", concluyendo que "el cine tiene el poder de mejorar vidas y esta película puede ser un ejemplo". Santiago Varela Antúnez de Cinemagavia le dio a la película un 10 de 10, describiendo la cinta como "[la] película más completa [de Álex Montoya], tanto por la temática, como por la forma de retratar la realidad, siendo la más emotiva, llegando a sentir el corazón que ha puesto en ella" y diciendo que "consigue retratar a [la] generación [posterior a la de la Guerra civil española] a través de los hijos que fueron mano de obra y que, hoy día, habitan en las ciudades, pero que no quieren mantener ese sitio donde un día fueron felices" y que "encierra una gran reflexión sobre una sociedad cada vez más envejecida, y lo hace a través de una estructura dramática sensacional", además de describir como "excepcional" su uso de la cámara y la planificación, concluyendo que "el cine es eso, emocionarse y experimentar sentimientos que evoquen nuestras emociones más profundas y, esta película lo ha conseguido, me ha marcado para toda la vida".
Raquel Hernández Luján de Hobby Consolas le dio a la película un 77 de 100, definiéndola como "una película sensorial, que es justo lo que necesita para hacernos sentir lo mismo que la famosa 'magdalena de Proust': nos va a retrotraer de inmediato a nuestras infancias", añadiendo que los guionistas, Montoya y Joana M. Ortueta, "consiguen que sea una historia tierna con la que es fácil identificarse pero sin necesidad de histrionismos ni momentos pasados de rosca", además de elogiar la presentación diciendo que "juega con la relación de aspecto de la pantalla para diferenciar los recuerdos del momento presente [...] nos transporta en el tiempo con facilidad" y que "sabe apoyarse en una más que correcta planificación de los espacios que se muestran en la película", concluyendo que la cinta es "una película de apariencia sencilla pero de corazón robusto". Eduardo Parra de La Opinión de Málaga escribió que la película "se sitúa entre la empatía y la compasión" y que "disecciona los problemas familiares en plano general, como un accidente inevitable del que nadie está a salvo, hasta que de pronto llega lo inevitable, el final", además de describir el guion como "uno de los fuertes del filme" y señalar a un "gran plantel de actores y actrices, destacando especialmente a David Verdaguer y Óscar de la Fuente", concluyendo que "la película más emotiva de este Festival [de Málaga] acaba de llegar". Irene Crespo de Cinemanía le dio a la película tres estrellas y media de cinco, escribiendo que Montoya "hace suya esta historia (con permiso de Roca) y añade pinceladas autobiográficas a estos tres hermanos" y definiendo la cinta como "un discurrir lento entre conversaciones rápidas y cotidianas que tratan temas trascendentales, de la memoria o el duelo personales y colectivos". Juan Luis Sánchez de deCine21.com también le dio un 7 de 10, escribiendo que Montoya "sorprende con una emotiva adaptación de la novela gráfica de 2015 de Paco Roca" y que " consigue la magia de que cualquier espectador se reconocerá a sí mismo en algunos puntos del relato, por lo que muchos momentos resultan emotivos", además de señalar positivamente el recurso "de que el padre fallecido aparezca en imágenes filmadas en Super 8, formato que activa automáticamente la nostalgia" y el casting, en el cual dijo que "desde luego, se ha acertado".
Yoel González de Contraste le dio a la película tres estrellas de cinco, describiéndola como "una sucinta propuesta de estructura simple" y diciendo que "luce en los momentos entrañables y cómicos, pero no tanto cuando se apoya en un melodrama que se hace un tanto monótono", aunque concluyó la crítica escribiendo que la cinta es "una bonita historia que abre un diálogo intergeneracional y nos recuerda cómo el tiempo pasa para todos".

### Premios y nominaciones
| Año  | Premio                                                                                      | Categoría | Recipientes | Resultado | Ref.   |
| ---- | ------------------------------------------------------------------------------------------- | --- | --- | --------- | ------ |
| 2024 | Festival de Málaga                                                                          | Mejor Guion | Álex Montoya y Joana M. Ortueta                                                                                            | Ganador   | [ 23 ] |
| 2024 | Festival de Málaga                                                                          | Mejor Música | Fernando Velázquez | Ganador   | [ 23 ] |
| 2024 | Festival de Málaga                                                                          | Premio del Público | La casa | Ganador   | [ 23 ] |
| 2024 | Festival de Málaga                                                                          | Premio Feroz Puerta Oscura | La casa | Ganador   | [ 24 ] |
| 2025 | Acadèmia Valenciana del Audiovisual (AVAV) (Premio Lola Gaos, antiguo Premio Luis Berlanga) | Premio Lola Gaos Mejor largometraje de ficción Mejor Dirección Mejor guion Mejor intérpretes protagonistas Mejores intérpretes de reparto. | La casa Álex Montoya Joana M. Ortuieta y Álex Montoya Lorena López y David Verdaguer María Romanillos y Óscar de la Fuente | Ganador   | [ 25 ] |
| 2025 | Medallas del Círculo de Escritores Cinematográficos                                         | Mejor guion adaptado | Álex Montoya y Joana M. Ortueta                                                                                            | Nominados | [ 26 ] |